# Acanthocreagris corsa
Acanthocreagris corsa es una especie de arácnido del orden Pseudoscorpionida de la familia Neobisiidae.

## Distribución geográfica
Se encuentra en Corcega (Francia).